# Kihikihi
La ville de Kihikihi, est une petite localité située dans la région de Waikato dans l’île du Nord de la Nouvelle-Zélande.

## Situation
La ville de Kihikihi sert de ville satellite pour celle de Te Awamutu, située à 5 kilomètres au nord et elle siège à 35 kilomètres au sud de la cité d’ Hamilton.

## Population
Le recensement de 2006 en Nouvelle-Zélande enregistrait une population de 1 959 habitants, en augmentation de 18 personnes par rapport au recensement de 2001 en Nouvelle-Zélande (en) .

## Toponymie
Kihikihi signifie "cicada" en langue   Māori: le nom imite ‘ke’ : le son fait par l’insecte .

## Gouvernance

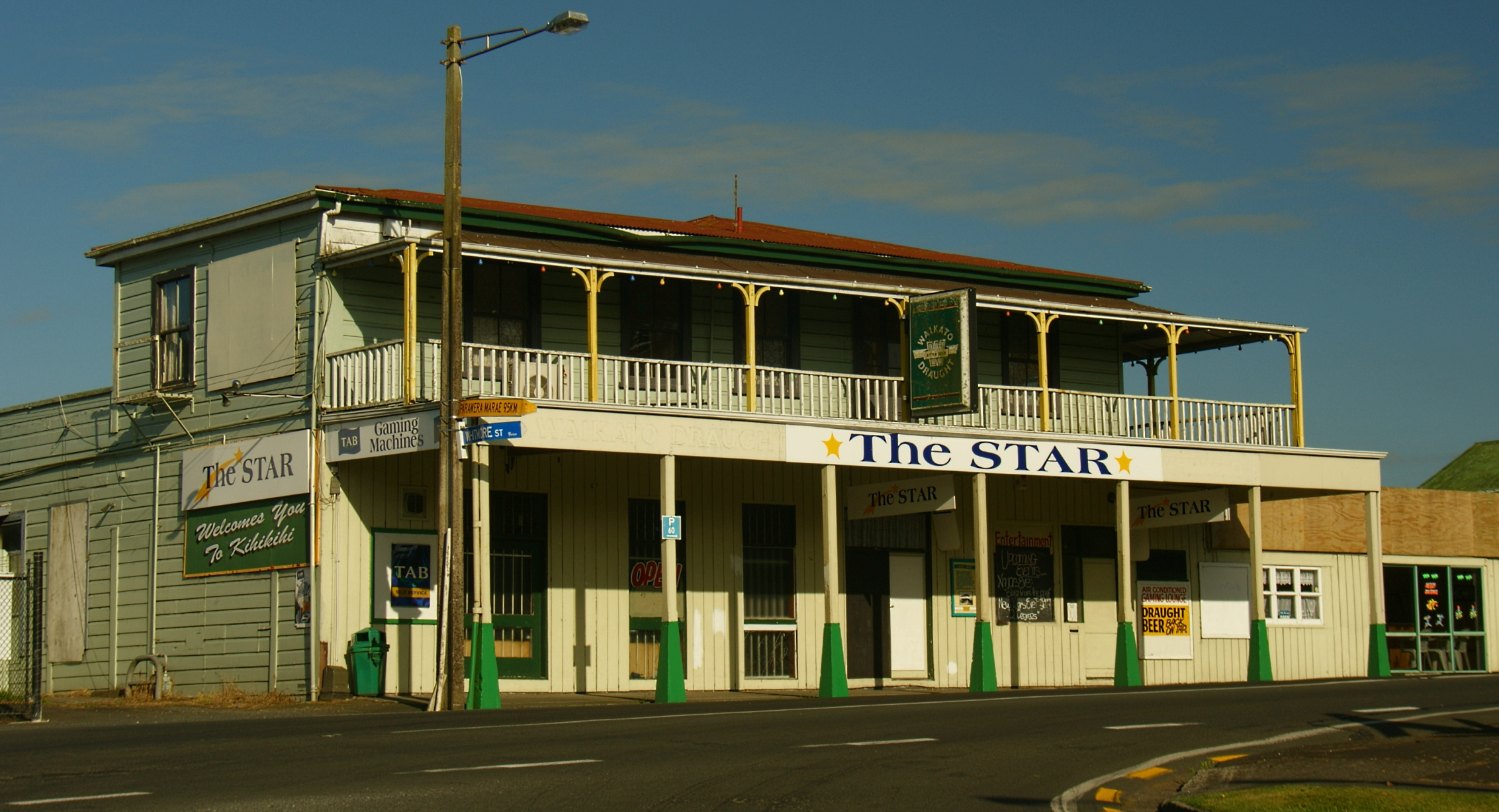
Hôtel Star de Kihikihi (vers l'année 1883)

La limite externe de la ville est fusionnée avec la limite de l’extension de la ville de Te Awamutu , rendant la frontière entre les 2 villes difficile à percevoir.
Une grande statue de cigale siège à l’entrée nord de la ville.

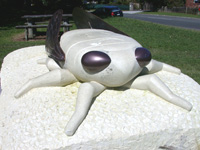
La statue de la cigale de Kihikihi

. 

## Loisirs
Le complexe sportif de Kihikihi abrite les évènements nationaux et internationaux d’équitation tels-que la coupe du monde de la FEI
.  La ville est aussi le siège du club historique du Kihikihi Polo Club (en), fondé en 1892 par la famille Kay .

## Personnalités notables
Rewi Maniapoto (en) (1807–1894) vivait à Kihikihi, sur le site de la “Rewi Maniapoto Reserve” et le mémorial de Kihikihi siégeait sur le terrain de la ferme de production que les Maoris développèrent dans les années 1850 avec l’aide des missionnaires de la CMS. 
Le district fournissait en effet des aliments aux nouveaux colons arrivant dans Auckland pour une période brève. 
Le secteur devint le cœur d’un parti Maori anti-gouvernemental en 1863, durant les Guerres maories.
John Rochford (en) (1832–1893)  décéda dans l’hôtel Star et fut enterré dans le cimetière de Kihikihi, près de l’école primaire. 
Ce fut l’un des premiers à proposer le trajet actuel du chemin de fer dans l’île du Nord et aussi de l’île du Sud. 
Une réserve située à Kihikhi commémore le nom de John Rochford.
James Hume Cook (1866-1942), devenu ministre fédéral australien en 1908, est né et a grandi à Kihikihi.